# Akoe
De Akoe (Russisch: Аку) is een 1986 meter hoge sommavulkaan in de waterscheiding van het Kalargebergte in het noorden van de Russische kraj Transbaikal. De vulkaan vormt sinds 1983 een natuurmonument.

## Geografie
De vulkaan ligt op een basaltvlakte aan de samenvloeiing van de bergbeken Syni en Akoe (zijrivieren van de Ejmnach, stroomgebied van de Koeanda) en de Toeroektak (zijrivier van de Kalar). De vulkaan vormt een broodvormige isometrische koepel met een basisdiameter van 800 meter en een hoogte van 140 meter boven het omringende Kalargebergte. De Akoe is qua vorm vergelijkbaar met de steile toppen van de IJslandse vulkanen die onder de ijskap werden gevormd.
De vulkaan werd gevormd onder glaciale omstandigheden tijdens de latere fase van de zogenoemde Siberische 'Sartaanse ijstijd' tussen 13.000 en 11.000 jaar v.Chr. Volgens geoloog Viktor Solonenko is Akoe een sommavulkaan en volgens vulkanoloog Fjodor Stoepak een vroeg-Quartaire vulkaan.
Langs de zuidelijke rand van de vulkaan, in een halve cirkel tussen het ijs en de koepel, werd een tot 80 centimeter dikke losliggende rand van gemengd moreen (zand, grind, kiezels en keien) en pyroclastisch materiaal (slakken, kalktuf, bommen en terracottakleurige 'lavakoeken') gevormd.
De lavastroom liep naar het westen, het rivierdal van de bovenloop van de Syni in en vormde een basaltlaag, waarop de sporen van latere glaciale processen zichtbaar zijn en waarop op sommige plekken granieten stukken rots uit deze periode te vinden zijn.
Dichter bij de koepel komen conglomeraten voor aan het oppervlak: een gesinterd mengsel van terrigeen en vulkanisch gesteente met zwaar verbrande granieten rotsblokken. Beneden in het keteldal onder de koepel ligt het gelijknamige Akoemeer. Stoepak beschouwt het keteldal als de caldera (de explosiekrater Akoe).
In de laatste fase van de vulkanische uitbarsting van de vulkaan werd onder de noordoostelijke basis van de koepel en aan de zuidoostelijke rand van het meer een richel van puimsteenhoudende slakken en ignimbrieten van 10 tot 15 meter hoog gevormd. Het uitzonderlijke behoud van de vulkanische structuren in de bergketen toont aan dat deze werd gevormd in het postglaciaal (het Holoceen).
Op de afgeplatte top van de koepel bevinden zich enkele glaciale granietrotsen zonder sporen van thermische invloeden.